# Centro SDEWES
Il Centro SDEWES (eng. The International Centre for Sustainable Development of Energy, Water and Environment Systems, Centro Internazionale per lo Sviluppo Sostenibile dei sistemi Energia, Acqua e Ambiente), è un'organizzazione scientifica non governativa con sede presso l'Università di Zagabria, Croazia.

## La Missione
Il Centro organizza corsi, summer schools, lezioni, conferenze pubbliche, seminari e workshops per promuovere lo sviluppo sostenibile in relazione all'energia, la protezione dell'acqua e dei sistemi ambientali, oltre che fornire consulenze professionali sui temi della sostenibilità. Il Centro organizza anche una serie di conferenze internazionali SDEWES per scienziati e ricercatori in relazione all'energia, la protezione dell'acqua e dei sistemi ambientali. Attraverso queste attività, il Centro SDEWES ha lo scopo di fornire una piattaforma di ricerca a tutto campo sulle attività di ricerca e sviluppo, di valutazione e consulenza nell'ambito dello sviluppo sostenibile.

## Storia
SDEWES è nato come progetto cofinanziato nell'ambito del CORDIS nel 5 Programma Quadro dell'Unione Europea – INCO 2 programme in 2002, in occasione della prima Conferenza a Ragusa di Dalmazia sullo sviluppo sostenibile in relazione all'energia, la protezione dell'acqua e dei sistemi ambientali (Sustainable Development of Energy, Water and Environment Systems). I partners in questo progetto erano l'Università di Zagabria e L'Istituto Superior Tecnico di Lisbona. Dopo l'organizzazione di altre tre conferenze nel 2003, 2005 e 2007, nel 2009 è stato fondato SDEWES. Da allora, altre sette conferenze sono state organizzate nel 2009, 2011, 2012, 2013 and 2014.

## Adesione
Lo Statuto del Centro SDEWES prevede che chiunque possa fare richiesta di iscrizione.

## Conferenze
Fino al 2011, la SDEWES Conference è stata organizzata con cadenza biennale a Ragusa, in Croazia. Dal 2012, è diventata un evento annuale che si svolge in diversi siti. Ogni due anni la conferenza si tiene a Ragusa, mentre negli anni intermedi si tiene in diverse località.
Nel 2012 la Conferenza si è tenuta a Ocrida, e nel 2014 su una nave da crociera in viaggio tra Venezia e Istanbul.
Nel 2014, la prima conferenza regionale SEE SDEWES si è tenuta a Ocrida, Macedonia, focalizzata sul Sud Est Europa.
La Conferenza SDEWES2015 si è tenuta a Ragusa.
Nel 2016, la seconda conferenza regionale SEE SDEWES si terrà a Pirano, Slovenia.
I migliori lavori presentati alle Conferenze SDEWES sono pubblicati su varie riviste scientifiche, tra cui il Journal of SDEWES.

## Ricerca
Il Centro SDEWES organizza gruppi di ricerca coinvolgendo i suoi membri per partecipare a progetti di ricerca. Al 2015, il Centro SDEWES è coinvolto in due progetti FP7, un progetto HORIZON 2020   e un progetto riguardo Strategia Europea per le regioni sul Danubio (EUSDR) finanziato da START.

## L'Indice SDEWES
In coerenza con gli obiettivi del Centro SDEWES, è stato sviluppato un indicatore per il confronto delle performance delle città relativamente agli aspetti dei sistemi di Energia, Acqua e Ambiente. Omonimo del Centro, l'indicatore SDEWES include 7 dimensioni, 35 indicatori e circa 20 sub-indicatori. Attualmente è applicato a 58 città.